# Panales (Perú)
Panales es una localidad peruana ubicada en el distrito de Lancones, perteneciente a la provincia de Sullana del departamento de Piura, al norte del Perú. 

## Ubicación
Panales se ubica al noreste de la provincia de Sullana, en el distrito de Lancones, en el departamento de Piura.

## Demografía
En 2017 Panales tenía una población de 12 habitantes.
| Gráfica de evolución demográfica de Panales entre 1993 y 2017 |
|                                                               |
| Fuentes: Población 1993 y 2017                                |